# الشعيبة (الكويت)
الشعيبة منطقة من مناطق محافظة الأحمدي في الكويت. يوجد بها ميناء الشعيبة، شمال ضاحية علي صباح السالم وجنوب الصباحية.

## قرية الشعيبة
قرية الشعيبة هي من أقدم قرى المنطقة الجنوبية من ساحل الكويت في العصر الحديث، وهي تقع ضمن منطقة بر العدان المشهورة منذ العصر الجاهلي قبل الإسلام، والآهلة بالسكان، والمعروف أن كلمة الشعيبة مؤنث «شعيب»، والشعيب هو مجرى المطر، ويتجه إلى النقطة الأسفل والموطئ المنخفض، وهو شعب كبير تقع قرية الشعيبة عند مفيضه إلى البحر، والمعروف أنه بالقرب من الشعيبة يوجد حاجز ترابي على امتداد بحر العدان في الخليج العربي يجمع الماء العذب عن الساحل فيشربه ترابها، ويختزن في جوفها، ومن ثم تحفر الآبار ليستفاد منه، وهذا موجود عموماً بالقرى الساحلية.
وتقع الشعيبة غربي خط الطول 48.8 شمالي خط العرض 29.2، وهي من أقدم القرى التي كانت تسمى القصور، والتي تشمل قرى أبوحليفة والفحيحيل والمنقف والفنطاس والفنيطيس، بالإضافة إلى الشعيبة. والشعيبة واقعة على ضفتي بحرة، والبحرة هي الشعبة من مسايل الماء تنحدر سيولها من ظهر العدان، وتذهب مشرقة حتى تفيض في البحر. ولقد مرت الشعيبة تاريخياً بعدة عصور منذ العصر الجاهلي، حيث كان تسكنها إحدى أكبر القبائل العربية العريقة وهي قبيلة بنو تميم، التي كانت تسكن بمنطقة العدان حتى عصر الإسلام وانتشار القبائل العربية بجميع أنحاء الجزيرة العربية.
ولقد ظهر اسم الشعيبة لأول مرة بالخرائط الأوروبية عام 1818 عندما نشرها الألماني كارل رايتر بكتابه «علم الأرض وعلاقته بالطبيعة وتاريخ الإنسان».